# Hotel Sorrento
Hotel Sorrento é um filme de drama australiano, dirigido por Richard Franklin. Lançado em 1995, foi protagonizado por Caroline Goodall. Trata-se de uma adaptação da peça homônima de Hannie Rayson

## Sinopse
Família que vive em casarão no litoral australiano tem sua rotina abalada quando um de seus membros, há anos residente em Londres, publica livro ficcional. O conteúdo, porém, causa transtornos aos familiares, pois muitos acreditam ser um livro autobiográfico.

## Elenco
- Caroline Goodall como Meg Moynihan
- Caroline Gillmer como Hilary Moynihan
- Tara Morice como Pippa Moynihan
- Joan Plowright como Marge Morrisey
- Ray Barrett como Wal Moynihan
- Nicholas Bell como Edwin
- Ben Thomas como Troy Moynihan
- John Hargreaves como Dick Bennett
- Dave Barnett como locutor de rádio
- Peter O'Callaghan como locutor de rádio
- Jane Edmanson como locutor de rádio
- Bill Howie como locutor de rádio
- Sam Newman como comentarista de futebol
- Shane Healy como comentarista de futebol
- Phillip Lee como leiloeiro (voz)